# Головецко (Самборский район)
Головецко (укр. Головецько) — село в Стрелковской сельской общине Самборского района Львовской области Украины.
Население по переписи 2001 года составляло 1170 человек. Занимает площадь 3,524 км². Почтовый индекс — 82094. Телефонный код — 3238.
Через село протекает река Мшанец.